# Brasserie L'Imprimerie
Brasserie L'Imprimerie is een Belgische huisbrouwerij te Ukkel in het Brussels Hoofdstedelijk Gewest.

## Geschiedenis
De huisbrouwerij werd in 2003 opgericht door Guy-Philippe de Ribeaucourt, zoon van de laatste eigenaars van Brouwerij Vandenheuvel, met de bedoeling de oude bieren van deze brouwerij terug te laten herleven. Brouwerij Vandenheuvel was een halve eeuw geleden een van de grootste brouwerijen in België. De brouwerij werd gekocht door het Britse Watneys en vervolgens eind 1974 gesloten. De recepten van de huidige bieren Ekla Super Pils, Stout Vandenheuvel en Double Export zijn gebaseerd op de recepten van 1845 van de oude brouwerij, maar worden nu bovengistend gebrouwen. Het witbier is een origineel recept van brouwmeester Patrick Bastin.

## Bieren
- Double Export, 6,4%
- Ekla Super Pils, 4,8%
- Stout Vandenheuvel, 5,8%
- Blanche de St.-Job, 4,5%